# Antonio Marín Muñoz
Pour les articles homonymes, voir Antonio Muñoz (homonymie), Marín et Muñoz.
Antonio Marín Muñoz (né le 7 mai 1970 dans la province de Jaén) est un auteur et historien (spécialisé dans l'histoire contemporaine de l'Espagne) espagnol. Marín Muñoz écrit principalement en castillan.

## Biographie
Il est licencié en droit de l'Université de Grenade. Son premier livre, La Guerre civile à Lopera et Porcuna (1936-1939) a été édité en 2001 et en est a sa quatrième édition. Ce livre raconte la mort de brigadistes français dans la Guerre civile espagnole au cours de la bataille de Lopera.
En plus de ses travaux d'écrivain, il est un collaborateur régulier de la presse écrite dans des articles d'opinion, d'histoire et d'information générale. Il est directeur et fondateur des journaux Campiña Digital et Lopera Digital.
Son livre Assiégé au Sanctuaire de Sainte-Marie de la Tête (1936-1937) a connu un grand succès de ventes, en suscitant l'intérêt des lecteurs amoureux de l'histoire. La critique a mis en exergue l'objectivité et l'impartialité de celui qui a traité cet épisode de la Guerre civile espagnole.
Dans son livre «La reconstruction de la province de Jaén sous Franco cet écrivain comprend une étude des travaux effectués par la Direction générale des régions dévastées dans la province de Jaén cours de Franco (1939-1957). Détail de la reconstruction après la guerre civile.
En 2012, l'éditeur Portilla Fondation, situé en Floride (USA), a publié son roman "Les années difficiles à Jaen», qui retrace la vie d'un espagnol pendant la guerre dans une ville de Jaen.
Cet écrivain publié en 2014 roman historique «Une infirmière à la bataille de Lopera," qui a été publié par la rédaction Red Circle. Dans ce livre, l'histoire d'une infirmière qui développe son travail dans la bataille de Lopera (1936), au cours de la guerre civile espagnole est discutée. Vous apprenez à connaître les conditions de travail difficiles à l'avant, l'amour, la tromperie, la maternité ...
En 2019, il publie le roman "République. Jaén 1931 ", édité par la Red Circle éditoriale, et qui rassemble l'histoire singulière du compagnon Andrés Martos qui vivra pleinement l'entrée dans la Seconde République espagnole (1931-1936). Dans ce livre, la fiction est mélangée à des données historiques, un bon ingrédient pour les amateurs d’histoire.